# Dennis Gehlen
Dennis „TaKe“ Gehlen (* 7. März 1986 in Krefeld) ist ein deutscher, international bekannter Starcraft-II-Kommentator, der mit seiner Firma TaKeTV der größte deutschsprachige Anbieter für IP-TV E-Sport ist. Unter anderem werden selbst produzierte oder kommentierte Turniere der Spiele Starcraft II, Counter-Strike: Global Offensive, Heroes of the Storm, Hearthstone und Overwatch übertragen.
Durch seine eigene E-Sports-Karriere ist es ihm möglich, auf die Hilfe von in der E-Sports-Szene bekannten Co-Kommentatoren zurückzugreifen, was ihm international viel Anerkennung zukommen lässt. Erste Erfolge machte er mit seinem Nickname „TaKe“ als aktiver Warcraft-III-Profi und vor allem als Gründer und Team-Manager des Teams SK06 (heute SK Gaming). Er entdeckte und förderte Daniel „XlorD“ Spenst.

## Werdegang
Im Jahr 2001 begann Gehlens aktive Internet-Gaming-Karriere mit dem Spiel Starcraft Broodwar. Ab dem Jahr 2002 wechselte er zum Spiel Warcraft III. Seine Wahlrasse war „Human“. Schon im Jahre 2002 konnte Gehlen mit seinem Team Ocrana seinen größten Triumph feiern, als er zusammen mit seinem Ally „SkY“ die reguläre Saison der ESL Pro Series I auf dem 2. Platz abschloss und auf den Finals Platz 4 erreichte, womit er 6500 € gewann. Im darauf folgenden Jahr gelang es nicht, eine Top-Platzierung zu erreichen, was er aber mit einem 3. Platz im Jahre 2004 wettmachen konnte.
2005 war Take mit seinen 19 Jahren schon Team-Manager des von ihm mitgegründeten Teams SK06. Nach dem Abschluss seines Abiturs begann er 2006 ein Volontariat bei Turtle Entertainment und kommentiert seitdem als E-Sport-Kommentator die Spiele und Events der ESL Pro Series. Weiterhin war er als Team-Manager für das Team Alternate aktiv und führte dieses in den Jahren 2006, 2007 und 2008 zu großen Erfolgen bei den mit hohen Preisgeldern dotierten Asus European Nation Wars.
Mit dem Beginn der Beta-Phase für Starcraft II und dem Ende von Warcraft III in der ESL Pro Series Anfang 2010 begann Gehlen, aktiv Starcraft II zu spielen und ab Sommer desselben Jahres zu kommentieren. Am 1. April 2011 machte Gehlen sich selbstständig, wird aber auch weiterhin von Turtle Entertainment für die Moderation und als Kommentator für Events der ESL Pro Series gebucht.
Mittlerweile ist seine Firma TaKeTV die größte deutsche E-Sport-Firma. Sie hat nicht nur die eigenen Kommentatoren dort, sondern richtet noch viele weitere Veranstaltungen, wie den SeatStory Cup für Hearthstone oder das Overwatch TaKeOver für Overwatch, aus und hilft außerdem auf verschiedenen Veranstaltungen, etwa der DreamHack Leipzig, bei der Planung diverser Turniere.

## Erfolge
| Jahr | Turnier                        | Platz    |
| ---- | ------------------------------ | -------- |
| 2002 | ESL Pro Series Season 1        | 4. Platz |
| 2004 | ESL Pro Series Season 5        | 3. Platz |
| 2006 | NGL ONE                        | 2. Platz |
| 2006 | ASUS European Nations War 2006 | 1. Platz |
| 2007 | ASUS European Nations War 2007 | 3. Platz |
| 2008 | ASUS European Nations War 2008 | 1. Platz |